# Lindenbach (Glems)
Der Lindenbach, auf dem Oberlauf im Wald Talgraben, am Unterlauf nach Westen Lachengraben genannt, ist ein fast 11 Kilometer langer rechter Zufluss der Glems in Ditzingen im Landkreis Ludwigsburg im mittleren Baden-Württemberg.

## Geographie

### Verlauf
Die Quelle des Lindenbachs liegt auf rund 476 m ü. NHN nahe am Schloss Solitude im Gebiet der Landeshauptstadt Stuttgart. Er durchfließt zunächst lange im Wald als Talgraben in nordöstlicher Richtung  durch das Lindental bis zum östlichen Ortsrand des Stadtbezirks Weilimdorf. Dort wendet er sich vor dem westlichen Teil des Lemberg-Rückens in lange verdoltem Lauf kurz nach Westen und dann nach Nordwesten bis zum Umspannwerk südlich des Grünen Heiners.
Auf wenig unter 300 m ü. NHN fließt nun am Ortsende in den wieder offenen Lauf  der recht kurze Lachengraben von Osten her zu, in dessen Richtung der Lindenbach nun auch unter dessen Namen weiterläuft. Er wechselt dabei auf die Stadtgemarkung von Ditzingen über, unterquert vor dessen Siedlungsbereich die A 81 und wird in der Stadt von seinem bedeutendsten Zufluss Beutenbach verstärkt, dessen Quellen etwas weiter nordwestlich ebenfalls an der Solitude liegen.
Wenig danach fließt er auf rund 295 m ü. NHN unweit des Schlosses Ditzingen von rechts in die mittlere Glems ein. Nach seinem 10,6 km langen Lauf mit mittlerem Sohlgefälle von etwa 16 ‰ mündet er also etwa 181 Höhenmeter unterhalb seines Ursprungs.

### Einzugsgebiet
Der Lindenbach entwässert ein Gebiet von 26,6 km². Die Quelle und der erste Teil des  Oberlaufs nach Nordosten liegen, naturräumlich gesehen, im Unterraum Glemswald-Randhöhen von Schönbuch und Glemswald. Danach durchläuft er bis zum Knick bei Weilimdorf, den Unterraum Südlicher Strohgäurand des Neckarbeckens, der Bach grenzt dabei östlich teils hart an den Unterraum Feuerbachbucht der Stuttgarter Bucht. Nach dem Wechsel auf westlichen bis nordwestlichen Lauf tritt er vor Ditzingen in den Unterraum Langes Feld des Neckarbeckens über.

### Zuflüsse und Seen
Die ersten zwei Zuflüsse zum Talgraben im Bereich der Waldstrecke sind zwei kurze Klingenbäche, der erste und kürzere Abfluss einen Kleinteichs zwischen Solitude und dem Sandkopf, der zweite wenig vor Weilimdorf aus der Sperberklinge. Nach diesem Zulauf heißt der Bach dann Lindenbach. Am nordöstlichen Rand von Weilimdorf ist er am Fuß des Lembergs zum Lindenbachsee angestaut, einem Hochwasserrückhaltebecken mit etwa 0,5 ha Fläche im Dauereinstau. Ein weiterer, natürlicher See im Einzugsgebiet, der 0,6 ha große Tachensee, liegt zwischen Weilimdorf und Korntal am Westrand des Greutterwalds. Der beim zweiten großen Richtungswechsel von Korntal her zufließende Lachengraben ist recht kurz und führt auch nur unbeständig Wasser. Der einzige große Zufluss Beutenbach schon in Ditzingen dagegen übertrifft den Lindenbach nach seinem Teileinzugsgebiet sogar etwas, er entsteht erst recht mündungsnah aus zwei langen Oberläufen mit weiteren Teichen.

## Wasserqualität
Die Wasserqualität ist am Oberlauf zwischen Quelle und dem Hasenbrünnele (nahe der Einmündung der Sperberklinge) mit Gewässergüteklasse I-II als gering belastet eingestuft. Zwischen Lindental und Lindenbachsee hat der Lindenbach die Güteklasse II (mäßig belastet). Ab dort ist er aufgrund der teilweisen Belastung aus der Mischwasserkanalisation bis zur Stadtgrenze in der Güteklasse II-III (kritisch belastet) kategorisiert. Etwa 60 Prozent des Gewässers wird als naturnah eingestuft.

### LUBW
Amtliche Online-Gewässerkarte mit passendem Ausschnitt und den hier benutzten Layern: Lauf und Einzugsgebiet des Lindenbachs

Allgemeiner Einstieg ohne Voreinstellungen und Layer: Daten- und Kartendienst der Landesanstalt für Umwelt Baden-Württemberg (LUBW) (Hinweise)
1. 1 2 3  Höhe nach dem Höhenlinienbild auf dem Hintergrundlayer Topographische Karte.
2. ↑  Länge nach dem Layer Gewässernetz (AWGN).
3. ↑  Einzugsgebiet aufsummiert aus den Teileinzugsgebieten nach dem Layer Basiseinzugsgebiet (AWGN).
4. 1 2  Seefläche nach dem Layer Stehende Gewässer.

### Andere Belege
1. ↑  Friedrich Huttenlocher, Hansjörg Dongus: Geographische Landesaufnahme: Die naturräumlichen Einheiten auf Blatt 170 Stuttgart. Bundesanstalt für Landeskunde, Bad Godesberg 1949, überarbeitet 1967. → Online-Karte (PDF; 4,0 MB)
2. ↑  Seite zum Lindenbachsee auf www.weilimdorf.de
3. ↑  Landeshauptstadt Stuttgart, Gewässerbericht 2003, Seite 43.
4. ↑  Landeshauptstadt Stuttgart, Gewässerbericht 2003, Seite 44.